# Marguerite Wilson
Marguerite Pelouze, née Wilson le 24 mai 1836 à Paris et morte le 25 juillet 1902 à Antibes (Alpes-Maritimes), est une femme du monde, belle-fille du chimiste Théophile-Jules Pelouze et sœur du député Daniel Wilson.
Propriétaire du château de Chenonceau de 1864 à 1888,  Madame Pelouze érige son prestigieux domaine du Val de Loire tourangeau, en Académie des arts et des lettres où elle accueille des écrivains, historiens, musiciens, peintres et sculpteurs.

## Biographie

### Famille
Marguerite Henriette Joséphine Wilson naît le 24 mai 1836 dans une famille extrêmement fortunée vivant dans l'ancien 2e arrondissement de Paris. Elle est la fille aînée de Daniel Wilson, chimiste et ingénieur britannique, né à Glasgow en 1790. Daniel Wilson quitte l'Écosse après de brillantes études en chimie pour travailler à Dublin puis à Londres en 1817 chez Aaron Manby (1776-1850), également ingénieur et qui dirige l'usine sidérurgique Horseley. Aaron Manby est le fournisseur de la société Gas Light and Coke Company. Wilson et Manby décident en 1819 de se rendre en France sous la Restauration, afin de fournir du matériel à l'industrie française naissante en gaz.
Les deux hommes s'associent et ils créent en 1822, les Forges de Charenton puis ils achètent les Forges du Creusot en 1826. Ces deux entreprises font faillite en 1833, à la suite de la Révolution de 1830 et la crise financière qui en découle. La société pour l'éclairage au gaz de Paris qu'ils ouvrent à proximité de la capitale aux Ternes en 1825 avec un troisième associé, Jean Henry, est par contre un succès financier. 
Daniel Wilson se marie le 25 juin 1835 à Paris avec Antoinette Henriette Casenave, fille d'Antoine Casenave. Son épouse est issue d'une famille de magistrats et de parlementaires. De ce mariage naissent trois enfants à Paris dans le 2e arrondissement ancien, Marguerite le 24 mai 1836, Marie-Anne Berthe le 23 juillet 1838 et Daniel le 6 mars 1840. Mais les décès se succèdent dans la famille Wilson. 
La mère, Antoinette Casenave, meurt à Paris le 5 août 1843, la seconde fille, Marie-Anne Berthe Wilson, le 21 février 1845 à Paris et le père, Daniel Wilson, dans son château d'Écoublay à Fontenay-Trésigny, le 2 septembre 1849.
L'oncle maternel, Antoine Mathieu Casenave, vice-président du tribunal de Première Instance de Paris, est nommé tuteur des deux enfants par un conseil de famille, le 5 septembre 1849. Il s'acquitte de ses fonctions, pour Marguerite jusqu'en 1857 et pour Daniel, jusqu'en 1861. Mais c'est Marguerite qui s'occupe de l'éducation de son frère à partir de 1857. Elle lui enseigne l'apprentissage de la vie mondaine et lui fait connaître les personnalités des arts, de la politique et des affaires.

### Vie mondaine
Le 3 décembre 1857, Marguerite Wilson épouse à Paris dans le 10e arrondissement ancien, Eugène Philippe Pelouze, médecin, fils du chimiste Théophile-Jules Pelouze. Le couple n'aura pas d'enfant.
En 1861, à la majorité de Daniel Wilson, le frère et la sœur sortent de l'indivision ; Marguerite Pelouze s'installe dans l'hôtel Bochart de Saron, 17 rue de l'Université à Paris dans le 7e arrondissement. 
En mai 1864 elle achète pour 850 000 francs le château de Chenonceau (Indre-et-Loire) avec un domaine de 136 hectares, et fait effectuer de 1867 à 1878 par l'architecte Félix Roguet, d'importantes restaurations afin de « remettre le château dans son état du XVIe siècle », en supprimant notamment une grande partie des modifications apportées par Catherine de Médicis.
À la suite d'un drame familial, Eugène Pelouze formule une demande en séparation de corps et de biens le 25 janvier 1869 : il aurait surpris son épouse dans une situation « équivoque » avec son frère Daniel, rue de l'Université. Afin d'éviter le scandale, le mariage est dissout rapidement, le 17 mars 1869.
En 1872, Jean-Baptiste Carpeaux réalise un buste en terre cuite de l'ex-Mme Pelouze.
En 1879, Antoine Marmontel recommande à Marguerite Pelouze son élève Claude Debussy comme pianiste pour compléter le petit orchestre de chambre de son château. Le jeune Debussy passe l'été à Chenonceau et il est ébloui par cette femme fastueuse, raffinée, passionnée de Wagner.
Mme Pelouze compte dans son entourage des artistes comme Gustave Flaubert, qui séjourne trois fois à Chenonceau - et à qui en 1878, elle prête 50 000 francs destinés à la société montée par son neveu Ernest Commanville - et des personnalités dont Jules Grévy, président de la République de 1879 à 1887. Elle favorise le mariage de la fille de celui-ci, Alice Grévy, avec son frère Daniel. L'union est célébrée le 22 octobre 1881 dans la chapelle du Palais de l'Élysée, la réception du mariage ayant lieu au château de Chenonceau. Mme Pelouze, élégante et séduisante, ne peut se soustraire à la rumeur publique sur une éventuelle relation passionnelle avec Jules Grevy. Il serait alors singulier que ce parlementaire austère ait donné dans ce cas, la main de sa fille à Daniel Wilson.
En 1885, Marguerite Pelouze fait appel au peintre Carolus-Duran pour qu'il exécute son portrait et qui viendra orner la grande galerie du château de Chenonceau, décorée également de fresques de 1875 à 1888 par Charles Toché : le tableau est exposé au Salon de 1886.
De juillet 1886 à septembre 1887, Mme Pelouze effectue un long voyage avec Mlle Chevillé et M. Lenoir, attaché aux travaux de la future Exposition universelle de Paris, en Asie-Mineure, Arabie, Syrie, Perse et l'Hindoustan. De retour à Paris le 27 septembre 1887 après quatorze mois d'absence, elle reçoit au château de Chenonceau en octobre, le cheikh de Palmyre qui l'avait accueilli lors de sa visite en Syrie. Au mois de décembre, l'illustre visiteur toujours en France, est en villégiature à Antibes, dans la villa de Mme Pelouze. Le journaliste du Figaro commente non sans humour, à propos des Wilson : « une famille où l'on reçoit des cheiks sous toutes les formes ».
En 1888, Marguerite Pelouze fait faillite et doit vendre le château de Chenonceau, qui est racheté par le Crédit Foncier, puis le 5 avril 1913 par l'industriel Henri Menier (1853-1913), dont les descendants le possèdent aujourd'hui.
Elle meurt dans sa propriété à Antibes à l'âge de 66 ans, le 25 juillet 1902.

### Articles de l'encyclopédie
- Daniel Wilson
- Jules Grévy
- Théophile-Jules Pelouze
- Château de Chenonceau
- Château d'Écoublay